# 絆（Kizuna）
『絆（Kizuna）』（英: Kizuna, Kizuna: Selected by Japanese Fans）は、イギリスのロックバンド・クイーンのライブ・アルバム。2024年1月31日にユニバーサルミュージックより発売された。

## 概要
2020年、クイーン + アダム・ランバートの来日公演を記念したベスト・アルバム『グレイテスト・ヒッツ・イン・ジャパン』に続き、4年ぶりに日本独自企画盤として限定発売したライブ・ベスト・アルバムである。
本アルバムは、日本公式サイトで日本在住のファンを対象に2023年11月15日から30日にかけて行われたアンケートの集計結果から楽曲が収録された。『ライヴ・キラーズ』『ライヴ・マジック』『ライヴ・アット・ウェンブリー・スタジアム』『オン・ファイアー/クイーン1982』『ライヴ・アット・ザ・レインボー'74』『オデオン座の夜～ハマースミス1975』の6作品から2曲を選曲するという投票ルールがあった。
当初は、収録数の記載がされていなかったが、2023年12月27日に日本公式サイトよりアルバムジャケットと収録曲が判明した。アルバムタイトル「絆」は、クイーンと日本のファンの50年にわたる特別な「絆」に由来している。また、本アルバムのアートワークは『ライヴ・キラーズ』アルバムジャケットにも使用されている1979年の日本公演時のエンディング・ショットのアウトテイクが使用されている。

## 収録曲
| #         | タイトル                                            | 作詞・作曲                                 | 時間  |
| --------- | --------------------------------------------------- | ------------------------------------------ | ----- |
| 1.        | 「愛にすべてを」(Somebody To Love)                  | フレディ・マーキュリー                     | 7:53  |
| 2.        | 「'39」('39)                                        | ブライアン・メイ                           | 3:27  |
| 3.        | 「ドント・ストップ・ミー・ナウ」(Don't Stop Me Now) | フレディ・マーキュリー                     | 4:28  |
| 4.        | 「ボヘミアン・ラプソディ」(Bohemian Rhapsody)       | フレディ・マーキュリー                     | 5:30  |
| 5.        | 「永遠の翼」(Spread Your Wings)                     | ジョン・ディーコン                         | 5:15  |
| 6.        | 「RADIO GA GA」(Radio Ga Ga)                        | ロジャー・テイラー                         | 5:58  |
| 7.        | 「ウィ・ウィル・ロック・ユー」(We Will Rock You)    | ブライアン・メイ                           | 2:39  |
| 8.        | 「伝説のチャンピオン」(We Are the Champions)        | フレディ・マーキュリー                     | 4:01  |
| 9.        | 「キラー・クイーン」(Killer Queen)                  | フレディ・マーキュリー                     | 1:55  |
| 10.       | 「ワン・ヴィジョン」(One Vision)                    | クイーン                                   | 5:49  |
| 11.       | 「ラヴ・オブ・マイ・ライフ」(Love of My Life)       | フレディ・マーキュリー                     | 3:47  |
| 12.       | 「ハマー・トゥ・フォール」(Hammer To Fall)          | ブライアン・メイ                           | 5:22  |
| 13.       | 「ステイング・パワー」(Staying Power)               | フレディ・マーキュリー                     | 4:04  |
| 14.       | 「カインド・オブ・マジック」(A Kind of Magic)       | ロジャー・テイラー                         | 6:27  |
| 15.       | 「心の絆」(Friends Will Be Friends)                 | フレディ・マーキュリー, ジョン・ディーコン | 2:09  |
| 16.       | 「セイヴ・ミー」(Save Me)                           | ブライアン・メイ                           | 4:02  |
| 合計時間: | 合計時間:                                           | 合計時間:                                  | 72:46 |

## 投票結果
投票は、日本公式サイトで2023年11月15日から30日の23時まで行われ、最終得票数は6886票であった。最終結果は、2023年12月27日に日本公式サイトで本アルバムのアートワークと共に発表された。
| 順位 | タイトル                                                       | 収録アルバム                       |
| ---- | -------------------------------------------------------------- | ---------------------------------- |
| 1位  | 愛にすべてを Somebody To Love                                  | オン・ファイアー/クイーン1982      |
| 2位  | '39 '39                                                        | ライヴ・キラーズ                   |
| 3位  | ドント・ストップ・ミー・ナウ Don't Stop Me Now                 | ライヴ・キラーズ                   |
| 4位  | ボヘミアン・ラプソディ Bohemian Rhapsody                       | クイーン・ライヴ!!ウェンブリー1986 |
| 5位  | 永遠の翼 Spread Your Wings                                     | ライヴ・キラーズ                   |
| 6位  | RADIO GA GA Radio Ga Ga                                        | クイーン・ライヴ!!ウェンブリー1986 |
| 7位  | ウィ・ウィル・ロック・ユー We Will Rock You                    | ライヴ・キラーズ                   |
| 8位  | ボヘミアン・ラプソディ Bohemian Rhapsody                       | ライヴ・キラーズ                   |
| 9位  | 伝説のチャンピオン We Are the Champions                        | クイーン・ライヴ!!ウェンブリー1986 |
| 10位 | キラー・クイーン Killer Queen                                  | ライヴ・キラーズ                   |
| 11位 | ワン・ヴィジョン One Vision                                    | クイーン・ライヴ!!ウェンブリー1986 |
| 12位 | ラヴ・オブ・マイ・ライフ Love of My Life                       | ライヴ・キラーズ                   |
| 13位 | ラヴ・オブ・マイ・ライフ Love of My Life                       | クイーン・ライヴ!!ウェンブリー1986 |
| 14位 | ハマー・トゥ・フォール Hammer To Fall                          | クイーン・ライヴ!!ウェンブリー1986 |
| 15位 | ステイング・パワー Staying Power                               | オン・ファイアー/クイーン1982      |
| 16位 | ウィ・ウィル・ロック・ユー（ファスト） We Will Rock You (Fast) | ライヴ・キラーズ                   |
| 17位 | カインド・オブ・マジック A Kind of Magic                       | クイーン・ライヴ!!ウェンブリー1986 |
| 18位 | 心の絆 Friends Will Be Friends                                 | クイーン・ライヴ!!ウェンブリー1986 |
| 19位 | ウィ・ウィル・ロック・ユー We Will Rock You                    | クイーン・ライヴ!!ウェンブリー1986 |
| 20位 | セイヴ・ミー Save Me                                           | オン・ファイアー/クイーン1982      |

## 演奏
クイーン
- フレディ・マーキュリー - ピアノ、シンセサイザー、ボーカル
- ブライアン・メイ - ギター、ピアノ、ベル、キーボード、ボーカル
- ロジャー・テイラー - ドラムス、タンバリン、シンセサイザー、ボーカル
- ジョン・ディーコン - ベース、アコースティック・ギター、ダブルベース

外部ミュージシャン
- モーガン・フィッシャー - キーボード
- ジャスティン・シャーリー＝スミス - ミックス・プロデューサー
- クリス・フレドリクソン - pro tools hd
- ラインホルト・マック - レコーディング・エンジニア
- ミック・マッケンナ - セカンド・レコーディング・エンジニア
- ケヴィン・メトカーフ - マスタリング
- スパイク・エドニー - キーボード、ピアノ、ギター、コーラス